# Hubert Selby Jr
Hubert "Cubby" Selby Jr.(Brooklyn, Nueva York; 23 de julio de 1928 - Los Angeles, California; 26 de abril de 2004) fue un escritor y novelista estadounidense. Sus novelas más conocidas, Última salida para Brooklyn (1964) y Réquiem por un sueño (1978) han recibido adaptaciones cinematográficas realizadas Uli Edel y Darren Aronofsky respectivamente, han labrado su fama de escritor 'de culto' dentro de las letras estadounidenses. En ambas producciones aparece el mismo en pequeños papeles. En su madurez, ejerció la docencia como profesor de escritura creativa durante 20 años en la Universidad del Sur de California de Los Ángeles, donde residía desde 1983.
Con una trayectoria literaria errática y uno vida turbulenta (lidió durante años con el alcoholismo y la adicción a opiáceos, experiencias que volcaría ampliamente en sus novelas), sus obras siempre sembraron controversia desde que su primera novela, Última salida para Brooklyn,  fuera acusada de obscena en Gran Bretaña en 1967 y prohibida en Italia. A pesar de ello, su trabajo ha sido defendido por autores consagrados como Allen Ginsberg, Anthony Burguess y sus novelas han sido consideradas de gran influencia para varias generaciones de escritores posteriores, como Richard Price.

## Datos biográficos

### Nacimiento
Hubert Selby Jr. nace en 1928 en el distrito de Brooklyn, Nueva York. Su padre, Hubert Selby Sr., era un marino mercante que anteriormente había sido empleado como minero de carbón en Kentucky. Selby padre y su esposa Adalin se mudarían al barrio de Bay Ridge al nacer el autor. Selby Jr. asistiría a la escuela pública Stuyvesant High School. Desde pequeño mostraría una gran afición por el equipo de béisbol de los Chicago Cubs, de ahí surgiría el apodo de la infancia 'Cubby' que lo acompañaría durante el resto de su vida.
Dejaría los estudios a la edad de 15 años para trabajar en el puerto de Nueva York antes de convertirse en marino mercante en 1947.

### Tuberculosis: tratamiento y adicción
Trabajando en Bremen (Alemania), contraería tuberculosis a la edad de 19 años, requiriendo hospitalización y bajo pronósticos no muy favorables (menos de un año de vida). Embarcado de urgencia de vuelta a los Estados Unidos y con la enfermedad extendida por su sistema respiratorio, pasaría los siguientes tres años y medio entrando y saliendo Hospital de la Marina en Nueva York para recibir tratamiento. Sería sometido a un tratamiento farmacológico experimental a base de estreptomicina, lo que posteriormente le ocasionaría complicaciones graves. Durante la operación, los cirujanos eliminaron varias de sus costillas con el fin de llegar a sus pulmones; durante la intervención uno de sus pulmones colapsó y los médicos hubieron también de extirparle parte del otro. La cirugía salvó su vida, pero quedaría con problemas pulmonares crónicos de por vida. Durante esta época, consumió gran cantidad de analgésicos y heroína, lo que lo convirtió en adicto. Luchó contra la adicción durante décadas.
Sin estudios, sin experiencia laboral, con un estado de salud deficiente, casado y con una hija, tuvo notables problemas para encontrar trabajo. Crio a su hija mientras su mujer trabajaba en una tienda por departamentos. Los siguientes diez años estuvo postrado en cama y hospitalizado frecuentemente por afecciones relacionadas con el estado de sus pulmones. Los médicos, de nuevo, le ofrecían un pronóstico sombrío debido a su baja capacidad pulmonar.

### Contacto con escritores: Sorrentino y Baraka. Primeras narraciones:Tralala
Durante este período conoció a varios escritores, entre ellos, a Gilbert Sorrentino y a Amiri Baraka, quienes lo animarían a escribir. Durante la década de 1950 tuvo varios empleos de manera consecutiva -secretario, vendedor de seguros, redactor publicitario independiente, empleado en una gasolinera-. Durante este periodo comenzó la redacción una colección de cuentos llamada The Queen is Dead, basada en las personas que había conocido en los bares cerca de la base militar en Brooklyn, y que serviría de semilla para su posterior primera novela.
Varias de estas historias aparecieron en pequeñas revistas literarias como Black Mountain Review, New Directions y The Provincetown Review. Esta última publicación se vio envuelta en un juicio legal, acusada de obscenidad, y su editor fue arrestado bajo acusación de vender pornografía a menores de edad, tras publicar el autor el relato Tralala (acerca de la vida trágica de una prostituta que incluye una violación en grupo).

### Last Exit to Brooklyn
Selby Jr. siguió escribiendo hasta que su viejo amigo, el dramaturgo Amiri Baraka, le animó a ponerse en contacto con Sterling Lord, por aquella época agente de Jack Kerouac. Selby combinó "Tralala", "La reina ha muerto" y otros cuatro cuentos vinculados débilmente como parte de su primera novela Última salida para Brooklyn (1964), que sería publicada por Grove Press, la cual ya había puesto en circulación obras de William S. Burroughs.
La novela causó revuelo y fue elogiada por, entre otros, el poeta Allen Ginsberg, pero no todo el mundo quería leer sus descripciones detalladas sobre homosexualidad, alcoholismo, drogadicción, violaciones en grupo y otras formas de brutalidad humana. Debido a ello, en 1967 se abrió un juicio por obscenidad en Gran Bretaña. El escritor británico Anthony Burgess fue uno de varios escritores que se presentaron como testigos en su defensa.

### Novelas
- Última salida para Brooklyn (Last Exit to Brooklyn, 1964), Anagrama, 1988. Traducción de Martín Lendínez.[5]
- La habitación (The Room, 1971), Escalera, 2010. Traducción de Daniel Ortiz Peñate.
- El demonio (The Demon, 1976), Huacanamo, 2011. Traducción de Juan Miguel López Merino.
- Réquiem por un sueño (Requiem for a Dream, 1978), Sajalín, 2018. Traducción de Martín Lendínez.
- The Willow Tree (1998).
- Waiting Period (2002).

### Cuentos
- El canto de la nieve silenciosa (Song of the Silent Snow, 1986), Hermida, 2021. Traducción de José Luís Piquero. Consta de los siguientes relatos: «El día del gordo Phil»; «Hola, campeón»; «Programa doble»; «Galleta de la fortuna»; «Un penique por tus pensamientos»; «Liebesnacht»; «El sonido»; «Estoy siendo buena»; «Veranillo de San Martín»; «Un poco de respeto»; «Pubertad»; «El abrigo»; «El músico»; «De ballenas y sueños» y «El canto de la nieve silenciosa».

### Entrevistas
- Our Fathers Who Aren't in Heaven – Recopilación de Henry Rollins. 2xCD set (1990).
- Live in Europe 1989 –  Entrevistas con Henry Rollins. CD. (1995).
- Blue Eyes and Exit Wounds – Entrevistas con Nick Tosches. CD. (1998).

### Filmografía
- Jour et Nuit – Guión. Francia/Suiza (1986)
- Última salida, Brooklyn – Guión y cameo. Estados Unidos/República Federal de Alemania (1989).
- Scotch and Milk – Actor (Cubby). Estados Unidos (1998).
- Réquiem por un sueño– Guión y cameo. Estados Unidos (2000).
- Fear X – Guión. Dinamarca / Reino Unido / Canadá (2003).

### Documentales
- Memories, Dreams & Addictions. Entrevistas con Ellen Burstyn. Contenido adicional en Requiem for a Dream – Director's Cut DVD. (2001)
- Hubert Selby Jr.: 2 Ou 3 Choses... – Ludovic Cantais, Francia (2000).
- Hubert Selby Jr: It/ll Be Better Tomorrow (2005).

### Obras inéditas
Se tiene constancia que, al momento de fallecer el autor, éste se hallaba inmerso en la redacción de una obra titulada The Seeds of Pain and the Seeds of Love. Fragmentos de esta pueden escucharse en el CD de Live in Europe 1989.